# Waldorfská škola

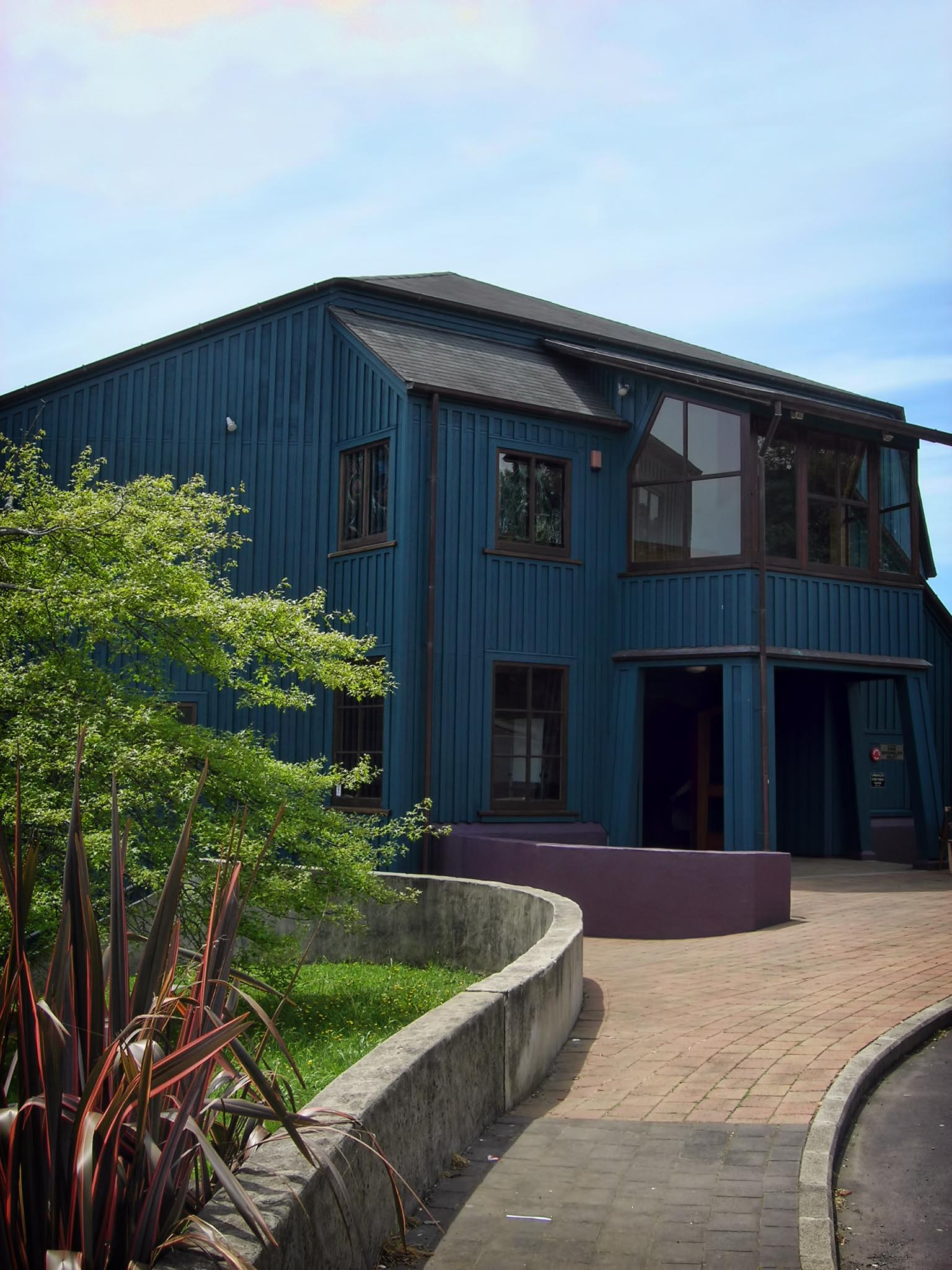
Michael Park Rudolf Steiner School v Aucklandu

Waldorfská škola (waldorfská pedagogika) je alternativní výchovně vzdělávací program, vycházející z pedagogických zásad formulovaných rakouským filosofem, esoterikem a sociálním myslitelem Rudolfem Steinerem (1861–1925).
Waldorfská pedagogika se snaží integrovaně rozvíjet jak intelektuální schopnosti žáků, tak jejich praktické neboli manuální dovednosti, stejně jako jejich umělecké vlohy.
V roce 2019 bylo po celém světě 1182 waldorfských škol, 802 v Evropě, zejména v Německu (245) a Nizozemí (109).
V roce 2019 bylo v Česku 20 základních waldorfských škol, 1 speciální škola pro žáky se speciálními vzdělávacími potřebami, 5 waldorfských lyceí a jedna střední škola kombinující lyceum a odborné učiliště. V Asociaci waldorfských škol pak bylo registrováno 21 mateřských škol, center a waldorfských tříd v běžných mateřských školách. Waldorfská předškolní pedagogika je také inspirací pro mnoho lesních školek.

## Dějiny
První škola tohoto typu byla založena v roce 1919 ve Stuttgartu. Vznikla na popud továrníka Emila Molta, spolumajitele a ředitele továrny na cigarety Waldorf-Astoria (odtud jméno celého hnutí; Walldorf je německé město, kde se narodil Johan Jakob Astor, pozdější emigrant a první americký multimilionář, po němž Molt továrnu pojmenoval), který požádal Rudolfa Steinera o vybudování školy pro děti svých dělníků. Postupně začaly vznikat další waldorfské školy v Německu, ale i Švýcarsku, Nizozemsku a Velké Británii.

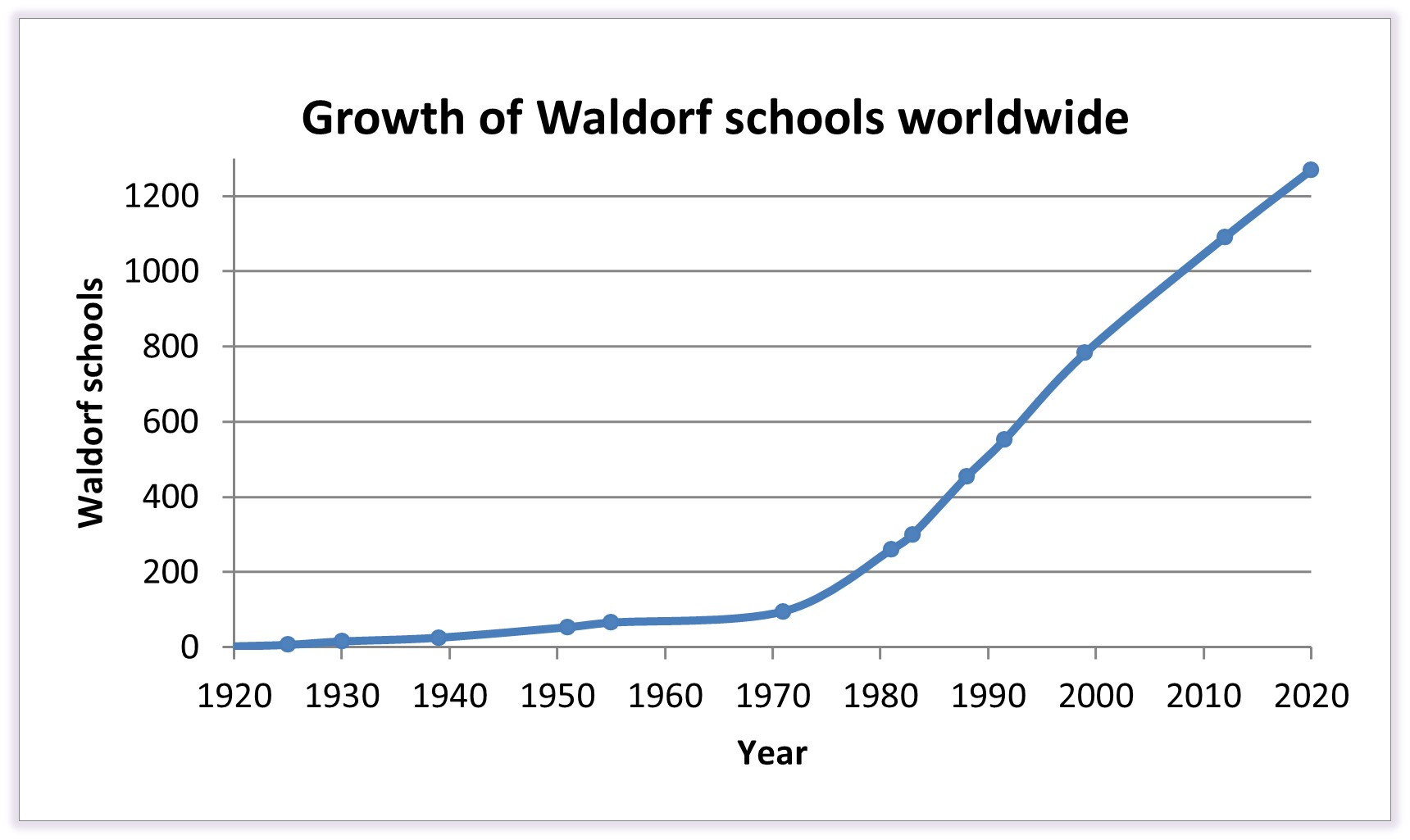
Růst počtu akreditovaných waldorfských škol v letech 1919 až 2016

Rozvoj waldorfského školství v Německu byl přerušen nástupem nacismu. Nacistický režim považoval školy za nepřátelské své ideologii a zahájil proti nim kampaň, v jejímž důsledku se z osmi tehdy existujících škol šest samo zrušilo, zbylé dvě byly zakázány.
Po válce začal počet waldorfských škol postupně vzrůstat, zejména pak na území tehdejšího Západního Německa. K velké početní expanzi dochází od 70. let. Nejdříve v západní Evropě a Severní Americe, po pádu komunismu pak ve střední a východní Evropě a v novém tisíciletí také v Asii.
V roce 2016 bylo po celém světě 1126 waldorfských škol, 730 v Evropě, zejména v Německu (235) a Nizozemí (90).
V českých zemích se objevily školy waldorfského typu po roce 1989. První základní a mateřské školy vznikly na počátku devadesátých let.
 Střední školy (nazývané většinou lycea a řazené mezi střední odborné školy) pak až v první dekádě nového tisíciletí. Nové waldorfské školy vznikají i v druhé dekádě třetího tisíciletí: Ostrava-Poruba (2014), Plzeň (2014), Terezín/Třebušín (2015), Cheb (2016), Liberec (2017), Tábor/Ratibořské Hory (2017), Litvínov (2018), Znojmo/Kuchařovice (2018), Kuřim (2019). Výuku zahájily také dvě střední školy: kombinované lyceum v Jevíčku (2014) a waldorfské lyceum v Českých Budějovicích (2018).

## Charakter
Waldorfská škola se sama charakterizuje jako škola, která chce člověka připravovat na život nejen znalostně, ale také rozvojem tvůrčích schopností a sociálních dovedností. Waldorfský učitel by měl pohlížet na dítě jako na duchovní bytost, která přichází na svět nadána možností všestranného vývoje. Jeho úkolem je pěstovat toto nadání a vést dítě k tomu, aby bylo schopno jednou převzít výchovu sebe sama.
Výuka na základních waldorfských školách se od vyučování na běžných českých základních školách na první pohled výrazně odlišuje. Jde zejména o:
- Vyučování „hlavních“ předmětů v blocích
- Nepoužívání učebnic
- Absence klasického známkování
- Brzká výuka cizích jazyků
- Pomalejší výuka čtení a psaní
- Důraz na umělecké předměty
- Důraz na pracovní a řemeslné činnosti
- Specifické vyučovací předměty
- Témata pro jednotlivé ročníky
- Vztah učitel, žák a třída
- Důraz na slavení svátků
- Výuka prožitkem, memorování rytmem
- Výchova k odpovědnosti
- Celostní přístup k dítěti

### Vyučování „hlavních“ předmětů v blocích
Vyučování „hlavních“ předmětů (český jazyk, matematika, přírodověda atd.) probíhá v souvislých blocích, které se nazývají epochy. Epocha trvá většinou 3 až 4 týdny. Po ní následuje epocha jiného hlavního předmětu. Cílem výuky v blocích je koncentrace pozornosti v daném čase na jeden jediný předmět bez rozptylování paralelním vyučováním dalších předmětů. S tématem probíraným v dané epoše by, v ideálním případě, měly souznít ostatní předměty vyučované v tom samém čase, především výchovy a cizí jazyky. Například slovní zásoby probírané ve výuce cizích jazyků, náměty výtvarných prací apod. Epochové bloky každodenní vyučování zahajují a trvají zhruba 2 hodiny do velké přestávky. Po velké přestávce následují již běžně dlouhé (45 minut) hodiny jazyků, výchov (výtvarná, tělesná apod.) a další předměty.
Zhruba dvouhodinový epochový blok je rozdělen do několika celků tak, aby se střídaly činnosti vyžadující zapojení různých částí žákovy osobnosti (hlava, srdce, tělo). Epochový blok je tak často složen z:
- úvodního přivítání a průpovědi[40]
- hudební složky (zpěv, hra na flétnu)[41]
- organizační části, kdy jsou žáci seznamováni s plánem dne, týdne apod.
- procvičovací / opakovací části, která navazuje na učivo z minulého dne nebo dnů
- pohybově-rytmické části, která většinou vyžaduje přestavění nábytku ve třídě a vytvoření volného prostoru pro pohybově-rytmickou část. Tato část slouží k určitému fyzickému „zatížení“ žáků a tedy k určité mentální relaxaci, zároveň se používá rytmičnost při memorování vybraných prvků učiva (násobilka, vyjmenovaná slova apod.)
- zavedení nové látky, přičemž výklad by měl být založen na prožitku, maximální obraznosti
- zápis podstatných věcí z nově probrané látky do epochového sešitu, v nižších ročnících bývá zápis proveden i na tabuli[42]
- vyprávění

### Nepoužívání učebnic
Waldorfská pedagogika považuje každého žáka za jedinečného. Stejně tak je jedinečná i každá třída, její pedagog a každá jednotlivá etapa, ve které se výukový proces nachází. Proto waldorfská pedagogika považuje učebnice, které jsou svojí podstatou pevně zformované a univerzální, za a priori ne zcela vhodný nástroj, podle kterého by se výuka měla řídit. Ponechává v rukou učitele, jako svého druhu pedagogického umělce, aby pro danou situaci nacházel vždy to nejlepší řešení a připravoval pro svoji třídu optimální výukově-výchovný program. Žáci si do sešitů zapisují klíčové informace a používají je namísto učebnic.

### Absence klasického známkování
Waldorfské základní školy nepoužívají klasické známkování, ale individualizované slovní hodnocení pro daného žáka. Z důvodů přijímacího řízení na střední školy jsou v posledních ročnících k vysvědčení přidávány klasické známky. Klasické známkování je odmítáno z mnoha důvodů – možnost slovním hodnocením lépe vyjádřit snahu, úsilí a pokrok, demotivující efekty špatných známek a riziko „zaškatulkování“, důraz na vzájemnou spolupráci nad soutěživostí.

### Brzká výuka cizích jazyků
Pro waldorfské školství je typická brzká výuka cizích jazyků, která začíná již od první třídy, přičemž není nezvyklé, že se od první třídy vyučují ihned dva cizí jazyky. V nižších ročnících je výuka cizích jazyků založena na určitém „ponoření“ žáka do daného jazykového prostředí. Probíhá jen orálně a nápodobou (říkadla, písničky, výuka slovíček ve skupinách a řadách (barvy, dny v týdnu, čísla, měsíce, atd.) Gramatické jevy, čtení a psaní v cizím jazyce je zaváděno až od čtvrté třídy.

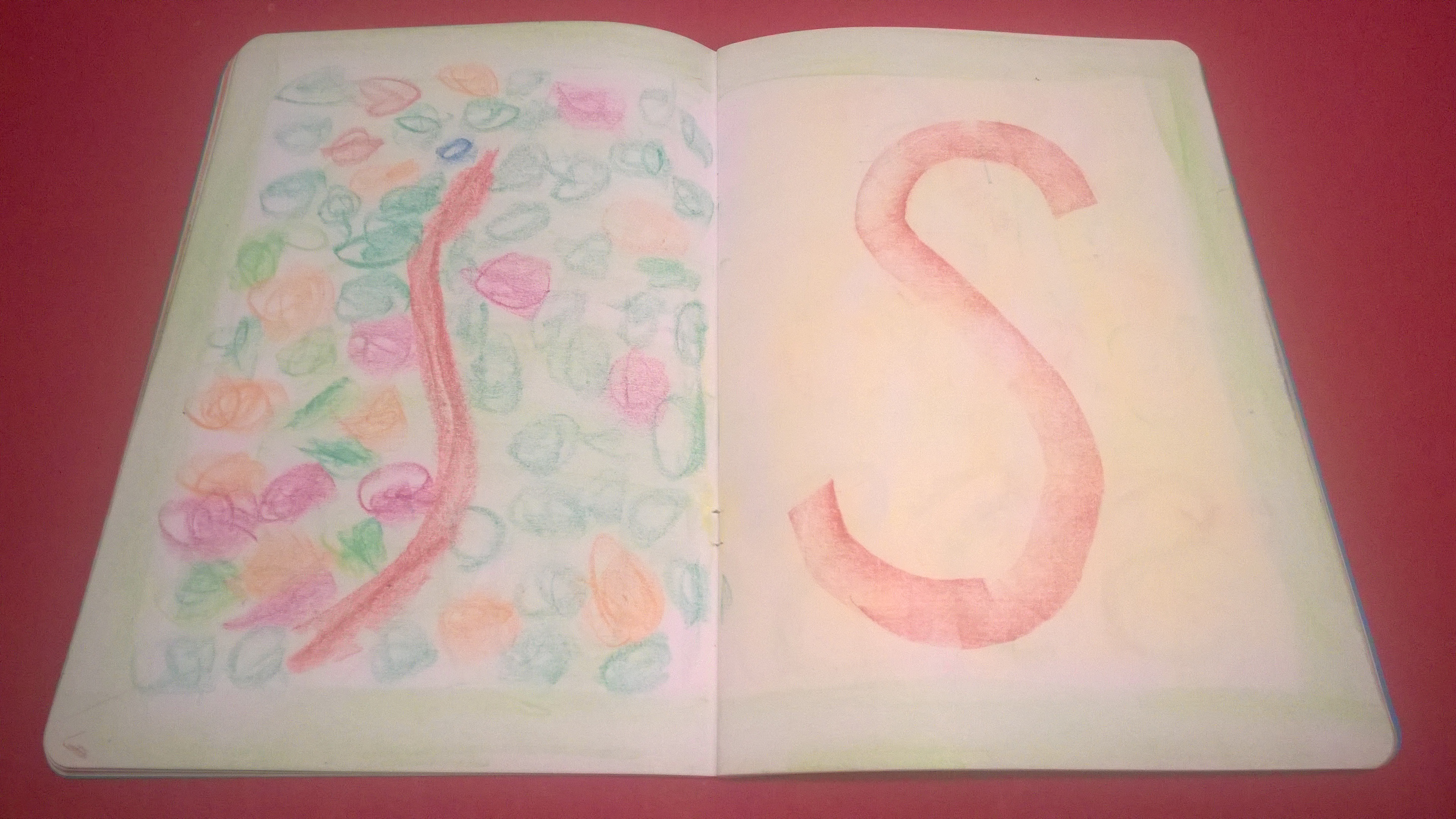
Zavedení písmene S

### Pomalejší výuka čtení a psaní

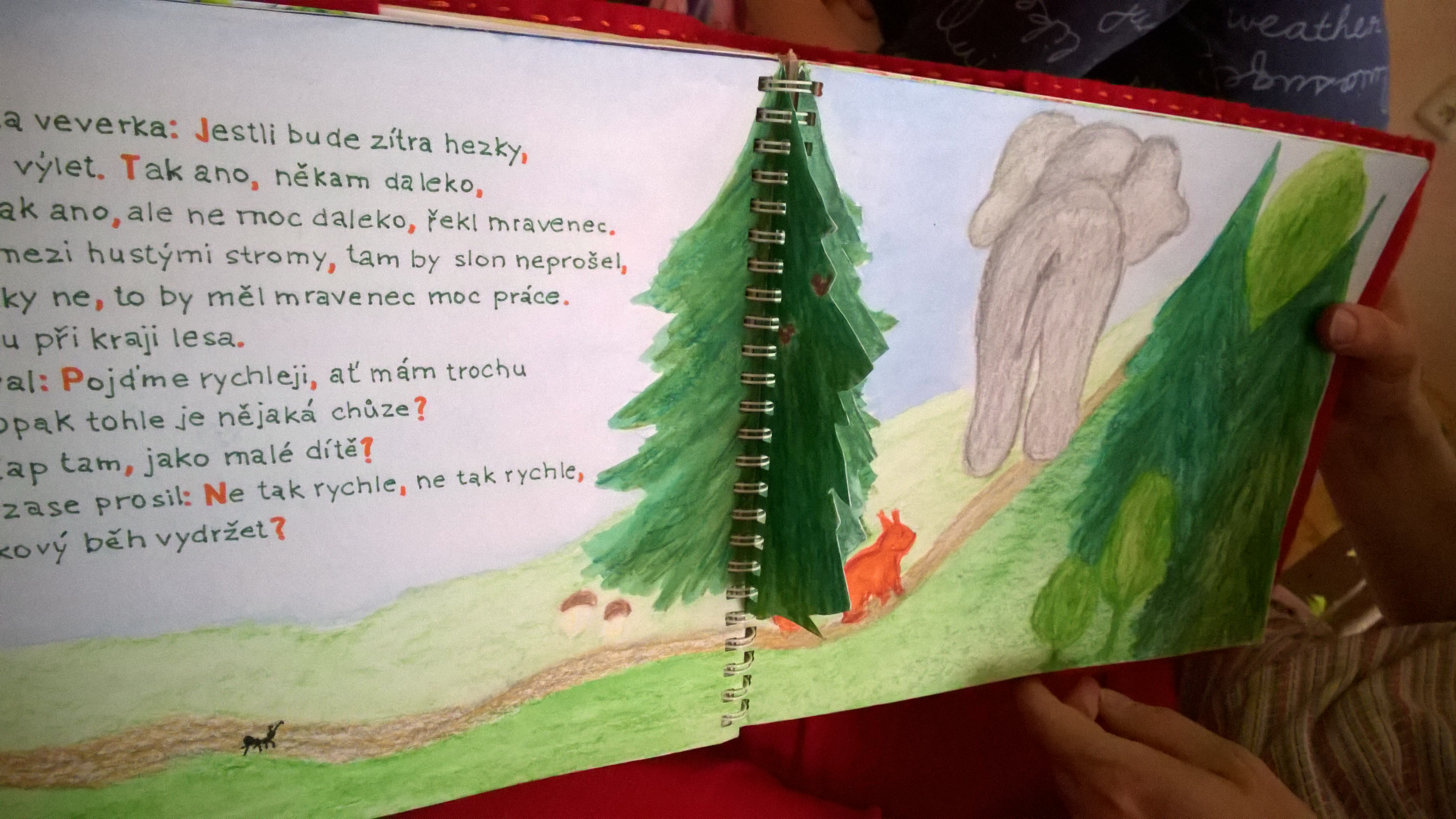
Čítanka od rodičů

Waldorfské školství díky absenci učebnic nemusí s výukou četby pospíchat. Během první třídy se v epochách českého jazyka žáci postupně seznamují se všemi písmeny abecedy a to v jejich velké tiskací formě. Každé písmeno je probíráno samostatně; většinou s příběhem, který dodává smysl tvaru písmene. Například příběh, kde figuruje úzké údolí u písmene „U“ nebo příběh o slepýši plazícím se po zemi u písmene „S“. Následuje již v rychlejším tempem zavedení malých tiskacích písmen a zhruba v polovině druhé třídy každý žák dostává svoji vlastní, originální čítanku, se kterou poté probíhá výuka čtení. Čítanka obsahuje texty zvolené učitelem a ručně ji zhotovují (text a ilustrace) žákovi rodiče a další blízké osoby. Žák tak má k čítance osobní vztah a může si uvědomovat úsilí, které rodiče vložili do zhotovení čítanky, v souvislosti se svým úsilím, které vkládá do zvládnutí čtení.
Výuka psaní probíhá souběžně se zaváděním písmen. Tedy nejprve žáci píší velká tiskací písmena, případně posléze jednotlivá slova z nich složená. Po zvládnutí velkých tiskacích písmen se přechází na psaní malých tiskací. Výuka psacího spojeného písma je až záležitostí třetího ročníku.

### Důraz na umělecké předměty
Waldorfské školy kladou velký důraz na umělecké předměty – výchova „srdce“, citu.
V rámci hudební výchovy začínají všichni žáci od první třídy s hrou na flétnu (pentatonickou nebo sopránovou), nedílnou součástí je samozřejmě zpěv. Hudební teorie bývá vyučována až ve vyšších ročnících. Hudební výchova bývá často každodenní součástí epochového bloku. Třídní hudební vystoupení jsou pravidlem v rámci pololetních akademií, „měsíčních“ slavností, kdy jednotlivé třídy ukazují ukázky z výuky ostatním třídám a rodičům, a během některých svátků.
Ve výtvarné výchově je od první třídy vytvářen cit pro barvy – žáci od první třídy typicky malují převážně pouze základními akvarelovými barvami (dva odstíny modré, červené a žluté) a postupně získávají praktickými zkušenostmi dovednosti pro vytváření jednotlivých barev a odstínů. Ve vyšších třídách jsou přidávány další výtvarné techniky.
V dramatické výchově jsou žáci od prvního ročníku vedeni k veřejným vystoupením v rámci pololetních akademií a „měsíčních“ slavností. Od druhého ročníku žáci samostatně přednášejí svoje „osobní básně“ před ostatními spolužáky. V osmém ročníku se třída po celý rok průběžně věnuje přípravě svého divadelního představení, které poté několikrát sehrají, včetně vystoupení na divadelním festivalu waldorfských škol v Písku.

### Důraz na pracovní a řemeslné činnosti
Pro rozvoj vůle pokládá waldorfské školství za velmi podstatný předmět „pracovní výchova – ruční práce“, ve kterém žáci zhotovují praktické výrobky. V prvních ročnících jde o výrobu předmětů zejména pomocí techniky pletení a háčkování. Kromě rozvoje vůle, vytrvalosti a píle (odhodlání „zmocnit“ se materiálu a vytvořit něco nového, užitečného a v rámci možností hezkého), rozvíjí pletení a háčkování i jemnou motoriku, což prospěje následné výuce psaného písma ve třetí třídě, a také pomáhá rozvíjet myšlenkovou pružnost. Ve vyšších ročnících se přidává, podle možností školy, výuka šití s výsledkem ve zhotovení vlastního kusu oděvu, truhlařina či kovotepectví. Všechny ruční práce vykonávají jak hoši, tak dívky bez rozlišení pohlaví.

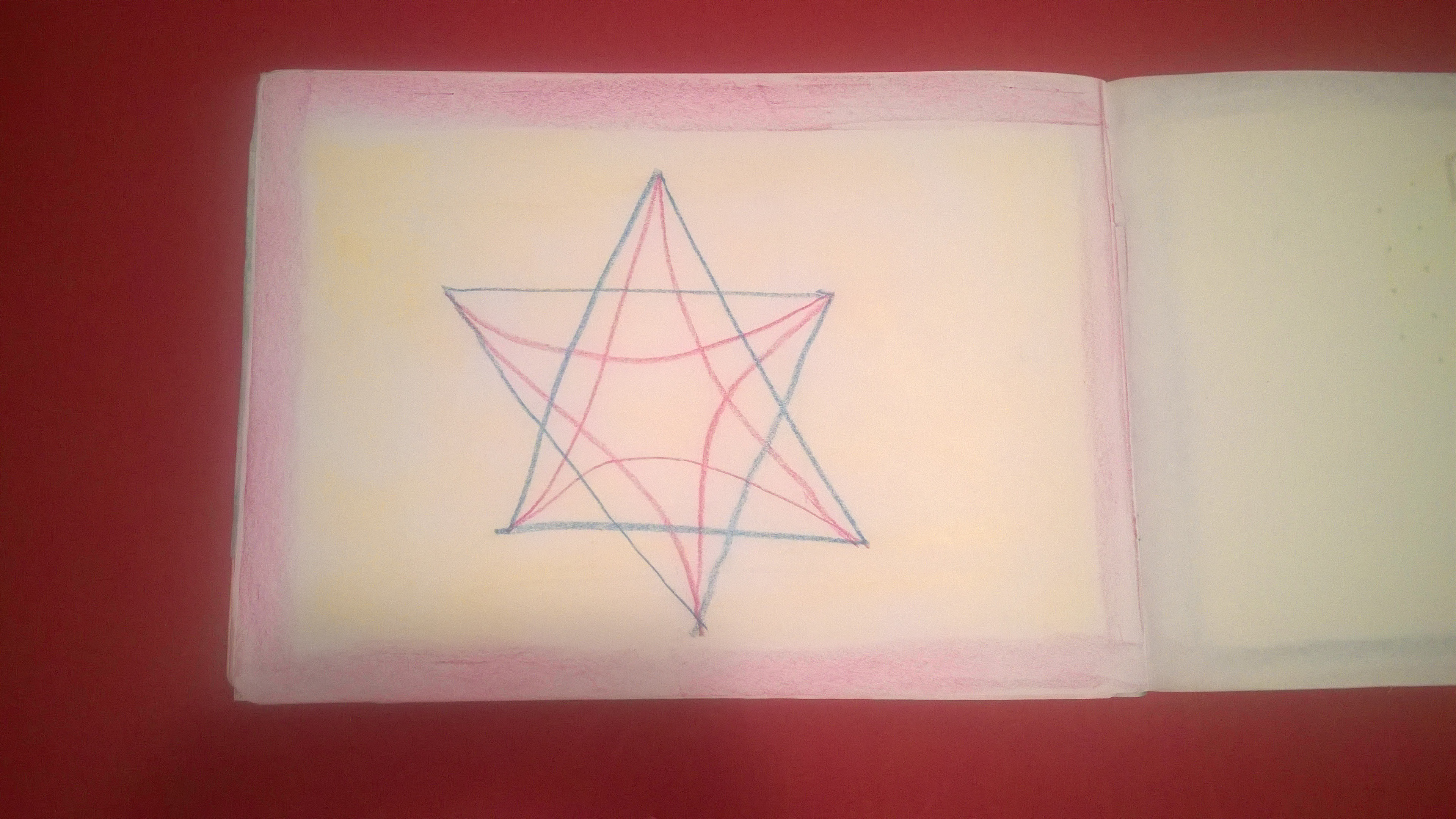
Formy – 1. třída

### Specifické vyučovací předměty
Waldorfské základní školy mají ve svém programu i výuku jinde se nevyskytujících předmětů: Eurytmie a Kreslení forem.
Eurytmie je zvláštní druh pohybového umění, které je zcela specifické pro waldorfské školy. Pro vytvoření rámcové představy by snad šla přirovnat k výrazovému tanci.
Kreslení forem je vyučováno formou epochového vyučování. Jedná se o kreslení obrazců volnou rukou (dynamická lineární cvičení) většinou v různých symetriích. Waldorfské školy považují tento předmět za prospěšný pro uvolňování úchopu tužky pro následnou snadnější výuku psacího písma a psaní číslic, pro pěstování citu pro kompozici, jako přípravu pro výuku geometrie. Cvičení mohou pomáhat v harmonizaci, podněcovat myšlenkovou aktivitu a posilovat vůli.

### Témata pro jednotlivé ročníky
Waldorfská pedagogika reflektuje proces postupného dozrávání emocionálních a rozumových schopností dítěte ve volbě témat, která prostupují příslušným školním ročníkem. V první třídě jsou tématem „Pohádky“, kdy jsou prvňáčkům v rámci epochového vyučování vyprávěny pohádky. Ve druhé třídě jsou tématem bajky a legendy. Ve třetí biblické příběhy ze Starého zákona. Ve čtvrté mytická vyprávění o stvoření světa (většinou severská mytologie). V páté třídě jsou tématem starověké civilizace a vrcholící společnou olympiádou všech českých waldorfských škol. V šesté nebo sedmé třídě jsou tématy rytířský středověk a jeho ctnosti a zámořské objevy. V osmé třídě pracují žáci na divadelním představení. V osmém nebo devátém ročníku se dlouhodobě věnují svému osobnímu celoročnímu projektu, který poté veřejně prezentují. Důležitou součástí devátého ročníku je i příprava na přijímací zkoušky na střední školy.
Ve třetí a čtvrté třídě je pak dlouhodobým projektem takzvaný „Ze zrna chléb“, kdy se celá třída aktivně podílí na procesu vzniku chleba od orby, přes setí, žatvu, mletí až po pečení.

### Vztah učitel, žák a třída
Waldorfský učitel by v každém žáku měl vidět jedinečnou individualitu, které pomáhá plně rozvinout její potenciál pro naplnění výzev, které žáka v dospělosti čekají. Vzájemný respekt se projevuje i vnějškově ve formě pozdravu, kdy se každý žák, při prvním setkání s učitelem, s ním zdraví podáním ruky. Stejně, tedy podáním ruky, probíhá i rozloučení.
Waldorfská pedagogika tvrdí, že by autorita učitele měla být přirozená a vyplývat z jeho osobnosti. Osobnost a charakter učitele jsou pro žáky zřetelně vnímatelné. Žáci budou učitele respektovat, pokud budou vidět, že na sobě učitel neustále pracuje, tak jako oni pracují na sobě, a že učitele se třídou pojí pevné a láskyplné pouto.
Waldorfské základní školy preferují, aby třídní učitelé vedli svojí třídu od první až do deváté třídy a aby ve své třídě vyučovali maximum předmětů.

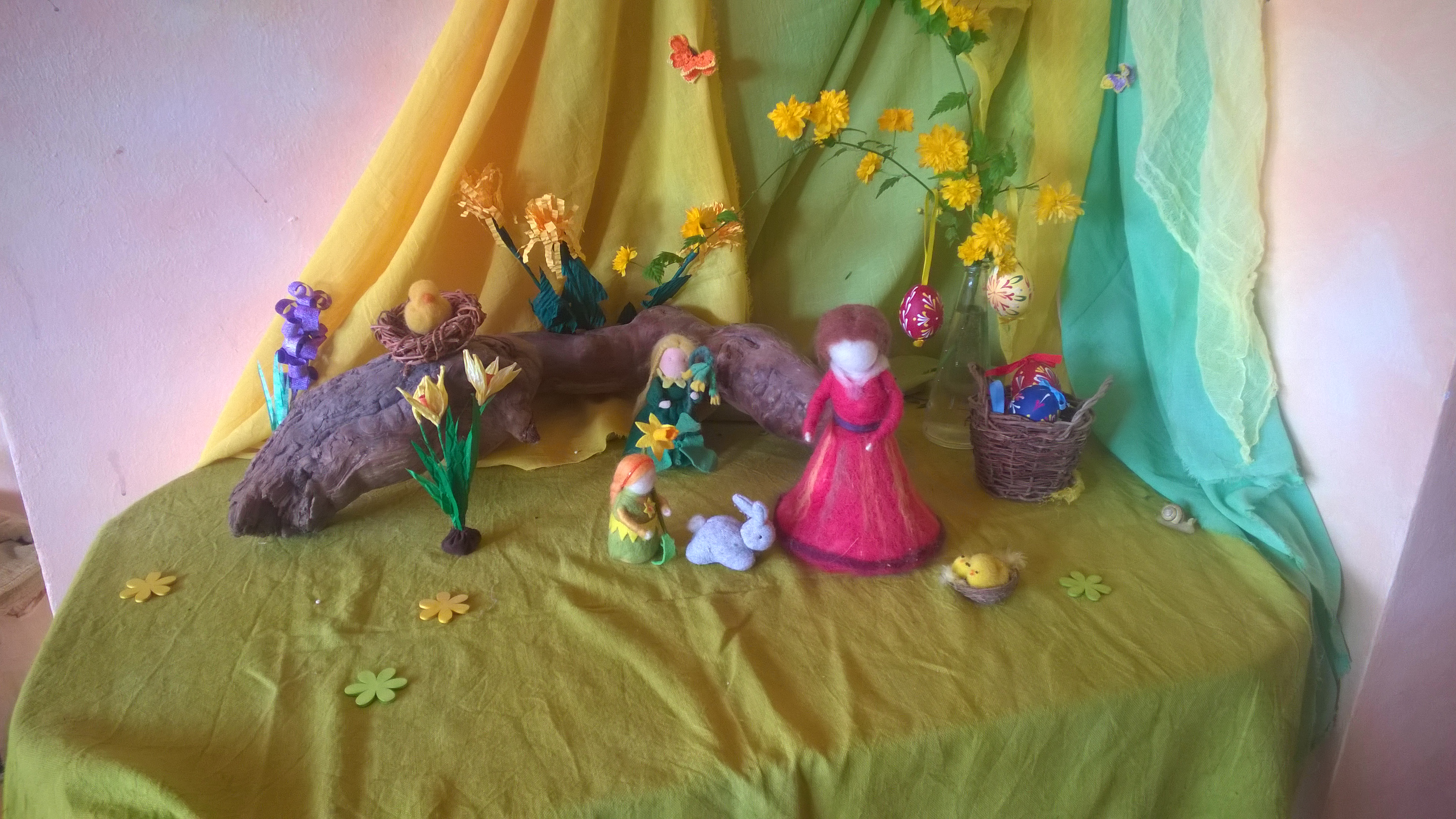
Stoleček ročních dob – období Velikonoc

### Důraz na slavení svátků, prožívání koloběhu roku
Výuka na základních školách navazuje na prožívání koloběhu roku, které je typické pro waldorfskou předškolní výchovu. Waldorfské základní školy, primárně pak nižší ročníky, slaví celou škálu svátků a slavností, zejména pak Michaelskou, Martinskou, Adventní, Tříkrálovou a Masopustní. Součástí školního roku bývají pravidelné jarmarky v předvánočním období. V nižších třídách bývá ve třídách ještě tzv. stoleček ročních dob, v jehož výzdobě se odráží charakter daného období roku.

### Výuka prožitkem, memorování rytmem
Waldorfská pedagogika usiluje o výuku pomocí zážitku. Předávání nové látky má být maximálně živé, obrazové, podněcující fantazii, oslovující tak nikoli jen intelekt, ale i citovost. Pro zapamatování (násobilka, vyjmenovaná slova apod.) se používají rytmické aktivity spojené s pohybem.

## Nároky waldorfských škol na rodiče
České základní waldorfské školy mají, v porovnání s běžnými školami, zvýšené nároky na rodiče žáků.
Waldorfské školy považují rodiče, vedle učitelů a žáků, za třetí, nedílný element školy. Pokud jsou v situaci, která jim umožňuje výběr z více zájemců, upřednostňují ty žáky, jejichž oba rodiče podporují vzdělávání a výchovu ve waldorfském směru.
Waldorfské školy očekávají od rodičů aktivní zapojení do běhu školy, jako je pomoc při školou pořádaných akcích (četných slavnostech, jarmarcích a podobně). Dále očekávají účast rodičů na třídních schůzkách, které bývají výrazně četnější než na standardních školách.
V neposlední řadě v mnoha případech vyžadují úhradu zvýšených nákladů na výuku, jež nepokrývají veřejné prostředky, které škola od státu dostává.
V roce 2018/19 byla část základních waldorfských škol v podstatě bezplatná

, další požadovaly roční příspěvek v rozmezí zhruba 10-15 tisíc

a část pak platby od 20 do 40 tisíc za rok

. Je typické, že waldorfské školy chtějí být otevřeny i nemajetným žákům a nabízejí možnosti "sociálního" přístupu v odůvodněných případech.

## Duchovní charakter waldorfského školství
V českých waldorfských školách je očividně výrazně vyšší přítomnost prvků, které bývají spojovány s duchovní a náboženskou stránkou života, než na školách běžných. Jde například o slavení svátků náboženského charakteru, jako jsou advent, sv. Martin, archanděl Michael, Tři králové. Časté je také používání zapálené svíčky při vyučování. Pro waldorfskou školu jsou typické také průpovědi, kterými bývá zahajováno epochové vyučování a které mají charakter přímluv k „člověka přesahujícím silám“, tedy modliteb.
Waldorfské školy o sobě od samého počátku prohlašují, že jejich vyučování není konfesního charakteru a umožňují, tam kde jsou součástí vyučování i hodiny náboženské výchovy, aby je vyučovali představitelé těch církví, které si zvolí rodiče žáků.
Stěžejním bodem kritiky waldorfského školství je jeho obviňování z propagace antroposofie, což je filozoficko-náboženský systém vytvořený zakladatelem waldorfského školství Rudolfem Steinerem. Antroposofii a její příznivce, pak kritici pokládají za bizarní náboženský směr nebo přímo sektu. Žádají tak zařazení waldorfského školství mezi náboženské školy, což by (např. v USA) znamenalo jejich vyloučení ze systému veřejného vzdělávání. Waldorfské školy obvinění, že propagují nebo vyučují antroposofii, odmítají.
Religionista Zdeněk Vojtíšek popisuje duchovní charakter waldorfských škol takto: „… jsou náboženské zvláštním způsobem… Náboženství prochází úplně vším, je v přístupu k dítěti a v každé aktivitě… (trefně se) říká, že to sice není škola náboženská ve smyslu spojení s nějakou institucí, ale škola duchovní.“

## Polemika o waldorfské pedagogice
Waldorfské školy představují výraznou alternativu ke klasickému vzdělávacímu přístupu a někdy vzbuzují polemické reakce.
Primárně se kritika obrací proti celkovému charakteru waldorfské pedagogiky, který označuje za náboženský, či dokonce sektářský, a obviňuje waldorfské školy ze „skryté agendy“ šíření antroposofie, což je filozoficko-náboženské učení vytvořené zakladatelem waldorfského školství Rudolf Steinerem.
Další kritické body se týkají výrazných odlišností waldorfských škol ve vlastním výchovně-vzdělávacím přístupu. Ačkoli od devadesátých let 20. století začínají někteří pedagogové i část veřejnosti akceptovat, ba přímo preferovat některé prvky typické pro waldorfskou pedagogiku, jako je odmítnutí klasického známkovánía brzká výuka cizích jazyků, existuje mnoho dalších prvků, které jsou pro waldorfskou pedagogiku typické a které u jejích kritiků vzbuzují negativní reakce. Jde například o:
- waldorfskou pedagogikou přiznávanou duchovní stránku světa, která podle kritiků nemá mít ve školním výchovně-vzdělávacím procesu tak významné místo
- v porovnání s běžným školstvím menší důraz na intelektový vývoj u žáků nižších ročníků, který waldorfská pedagogika vysvětluje potřebou respektovat postupný vývoj dětského intelektu a racionality[93]
- příliš velkou míru odpovědnosti svěřovanou waldorfskému učiteli, především pak třídnímu
- absenci používání standardizovaných učebnic v mladším školním věku a jen nízkou míru jejich používání na druhém a třetím stupni
- odmítavý postoj k používání počítačů a internetu v mladším školním věku[94]

V českém prostředí se kritice waldorfského školství věnoval lékař Jiří Heřt, svého času předseda klubu Sisyfos. Jeho kritika se odvíjela od nesouhlasu s antroposofií a Rudolfem Steinerem, zakladatelem waldorfské pedagogiky, zastánci waldorfské pedagogiky však opakovaně poukazovali na to, že tato polemika se míjí jak s vyjádřeními samotného Steinera, tak s realitou waldorfských škol.
Vzdělávací plány waldorfských škol v Česku odpovídají požadavkům Ministerstva školství a platné legislativě. Waldorfské školy jsou pravidelně kontrolovány Českou školní inspekcí (ČŠI). V roce 2003, kdy Ministerstvo školství zadalo ČŠI kontrolu všech waldorfských škol, její výsledek zhodnotila ředitelka ČŠI slovy: „Nedá se … říci, že by waldorfské školy jakkoliv vynikaly nad průměr. Mají výsledky velmi dobré, průměrné, ale také nedostatky, které jdou pod průměr. Rozhodně však nelze tvrdit, že tyto školy jsou tak špatné, že by nepatřily do našeho vzdělávacího systému“.

### Vlastní zdroje waldorfského hnutí
- Mezinárodní fórum pro waldorfskou pedagogiku (anglicky) (německy)
- Worldwide Waldorf 100 — interaktivní mapa waldorfských škol a vzdělávacích projektů s odkazy (anglicky) (německy) (španělsky)
- Waldorf Worldwide — celosvětový přehled o waldorfském školství: kontakty na organizace waldorfských škol v jednotlivých zemích, celosvětový adresář waldorfských škol (anglicky) (německy)
- Waldorfské školy — stránky Asociace waldorfských škol České republiky
- Akademie waldorfské pedagogiky — česká waldorfská instituce pro vzdělávání pedagogů a pedagogický výzkum

### Nezávislá odborná hodnocení
- Waldorfské školy mají své místo, ale nejsou nadprůměrné (článek v Učitelských novinách na základě výsledků České školní inspekce)
- Současné problémy waldorfského školství (konspekt přednášky Karla Rýdla z PedF UK)
- Kristýna Weberová, Waldorfská škola a důvody rodičů pro její výběr (bakalářská práce)

### Publicistické zdroje
- Spor o waldorfskou pedagogiku (článek v Učitelských novinách)
- Pohled studenta waldorfu, článek studenta porovnávající klasickou a waldorfskou pedagogiku
- Waldorfská pedagogika slaví 100 let : Náboženský infoservis (Dingir), 10. 10. 2019

### Zdroje odpůrců waldorfského školství
- Waldorfcritics.org, stránky shromažďující odmítavou kritiku waldorfského školství (anglicky)